# Aeroporto di Salamanca-Matacán
L'Aeroporto di Salamanca-Matacan (in spagnolo Aeropuerto de Salamanca) (IATA: SLM, ICAO: LESA) è situato a 15 km di distanza da Salamanca, capitale della provincia omonima e una delle principali città della comunità autonoma della Castiglia e León, nei pressi dei comuni di Machacón, Calvarrasa de Abajo e Villagonzalo de Tormes. L'aeroporto è stato dotato di un nuovo terminal nel 2005, in occasione della Cumbre Iberoamericana.
Nel 2009, ha registrato un traffico passeggeri complessivo di 53.088 passeggeri per 12.831 operazioni aeroportuali.

## Storia
La costruzione dell'aeroporto si rese necessaria nel corso della guerra civile. Il 15 ottobre 1936, il tenente colonnello Lecea, accompagnato dal soldato Luis Hernández, dichiarò idonei i campi nei pressi del comune di Encinas de Abajo. Nell'estate del 1937, la riattivata compagnia aerea Iberia fissa la sua sede a Salamanca.
Il 16 giugno 1940 il consiglio comunale di Salamanca cede i terreni del futuro aeroporto all'Esercito dell'Aviazione, ottenendo però in cambio la possibilità di destinarlo anche al traffico civile. L'inaugurazione, che avviene nel 1946, dà il via ad una serie di voli nazionali ed internazionali.
Nel 1974 vi si fonda la Escuela Nacional de Aeronáutica, che rimarrà aperta fino al 1990, anno in cui sarà installato un nuovo sistema di controllo degli atterraggi.
Nel 2008, ottiene la Certificazione Internazionale di Qualità ISO-9001.

## Collegamenti viari
I collegamenti terrestri all'aeroporto sono garantiti dalla strada nazionale N-501 e dall'autostrada A-50 nel tratto Avila-Salamanca.